# Sam Appel
Sam Appel (Magdalena, 8 agosto 1871 – Los Angeles, 18 giugno 1947) è stato un attore messicano naturalizzato statunitense che, emigrato dal Messico, iniziò la sua carriera cinematografica negli Stati Uniti fin dal 1916, ai tempi del muto, proseguendola anche dopo l'avvento del sonoro. Attore caratterista, prese parte fino al 1946 a oltre una settantina di pellicole.

## Filmografia
- Whispering Smith, regia di J.P. McGowan - cortometraggio (1916)
- One Wild Night, regia di Henry MacRae - cortometraggio (1917)
- The Temple of Terror, regia di W.B. Pearson - cortometraggio (1917)
- The Great Sea Scandal, regia di Craig Hutchinson - cortometraggio (1918)
- Pink Pajamas, regia di Al Santell - cortometraggio (1918)
- The Lion's Claws, regia di Harry Harvey, Jacques Jaccard - serial (1918)
- The Light of Western Stars, regia di Charles Swickard (1918)
- She Hired a Husband, regia di John Francis Dillon (1918)
- Il furto di Doris (The Silk-Lined Burglar), regia di John Francis Dillon (1919)
- The Web of Chance, regia di Alfred E. Green (1919)
- La La Lucille, regia di Eddie Lyons e Lee Moran (1920)
- Two Kinds of Women, regia di Colin Campbell (1922)
- The Girl of the Golden West, regia di Edwin Carewe (1923)
- Long Live the King, regia di Victor Schertzinger (1923)
- Nell'ombra di Parigi (Shadows of Paris), regia di Herbert Brenon (1924)
- Code of the Sea, regia di Victor Fleming (1924)
- The Lady Who Lied, regia di Edwin Carewe (1925)
- La tentatrice (The Temptress), regia di Fred Niblo (1926)
- The White Black Sheep, regia di Sidney Olcott (1926)
- Turkish Howls, regia di Del Andrews - cortometraggio (1927)
- Il vento (The Wind), regia di Victor Sjöström (1928)
- Maruska (Revenge), regia di Edwin Carewe (1928)
- Ecco l'amore! (Love Comes Along), regia di Rupert Julian (1930)
- Under a Texas Moon, regia di Michael Curtiz (193)
- Redenzione (Redemption), regia di Fred Niblo (1930)
- La sferzata (The Lash), regia di Frank Lloyd (1930)